# Hadennia
Hadennia é um gênero de traça pertencente à família Arctiidae.